# Paul Noack-Ihlenfeld
Paul Noack-Ihlenfeld (* 26. Februar 1902 in Peitz, Landkreis Cottbus; † 5. April 1962 in Ost-Berlin) war ein deutscher Komponist und Pianist.

## Leben
Noack-Ihlenfeld studierte am Berliner Klindworth-Scharwenka-Konservatorium Klavier bei Conrad Ansorge und Josef Schwarz sowie Komposition bei Wilhelm Klatte. Er trat zum 1. März 1932 der NSDAP bei (Mitgliedsnummer 998.494). Bis zum Zweiten Weltkrieg arbeitete er als Pädagoge und Pianist beim Rundfunk. Wegen einer Kriegsverletzung gab er 1945 das Klavierspiel auf und wandte sich ganz der Komposition zu.
Noack-Ihlenfelds Musik war geprägt von einer seiner realsozialistischen Gegenwart verbundenen Programmatik. Er schrieb hauptsächlich Unterhaltungsmusik und wurde einem breiten Publikum mit der Operette Aus dem Regen in die Traufe und vor allem mit der Friedensfahrt-Fanfare bekannt.
Sein Grab befindet sich auf dem Karlshorster und Neuen Friedrichsfelder Friedhof in Berlin-Karlshorst.

## Werke (Auswahl)

### Orchestermusik
- Heitere Gedanken um ein kleines Lied, 1953
- Frohe Jugend, Walzer, 1953
- Polka Passionata, 1954
- Strahlendes Leben, Walzer, 1954
- Flammende Herzen, Walzer, 1955
- Heimat Berlin, 4 Bilder für Orchester, 1954
- Wanderungen durch die Mark, eine Bilderfolge für Orchester, 1954
- Rondo giocoso, 1957
- Intermezzo scherzando, 1958
- Intermezzo serio, 1958
- Im Dresdner Zwinger, 1958
- Festliche Ouvertüre, 1959
- Die Spree entlang, 6 Orchesterbilder, 1961

### Konzertmusik
- Tanz-Episode für Klavier und Orchester, 1957
- Tanz-Mosaik für Klavier und Orchester, 1957
- Ausflugsbilder für Klavier und Orchester, 1960
- Melodie für Viola und Orchester, 1962

### Blasmusik
- Märkische Rhapsodien Nr. 1–3, 1953
- Konzertsuite, 1953
- Lustspielouvertüre, 1954
- Trotzkopf-Suite, 1954
- Fest im Kulturhaus, 1957
- Liebe deutsche Heimat, 1961

### Vokalmusik
- Vom täglichen Leben singt mein Lied für Gesang und Klavier, 1954, Bearbeitung für Gesang und Orchester 1961

#### Operetten
- Aus dem Regen in die Traufe, mit Rolf Zimmermann. Nach Otto Ludwigs gleichnamiger Erzählung, 1954; Henschelverlag, Berlin 1955
- Ganz der Papa, mit Rolf Zimmermann, 1958

#### „Kantaten“
- Das fröhliche Dorf, 1952
- Es flattern am Richtkranz die Bänder, 1954
- Auf zu Sport und Spiel, 1960
- Uns ist das Leben nur einmal gegeben, 1961